# Jana Koščak
Jana Koščak (19 de mayo de 2006) es una deportista de Croacia que compite en atletismo. Ganó una medalla de oro en el Campeonato Europeo de Atletismo Sub-18 de 2022, en la prueba de heptatlón.

## Palmarés internacional
| Campeonato Europeo Sub-18 | Campeonato Europeo Sub-18 | Campeonato Europeo Sub-18 | Campeonato Europeo Sub-18 |
| Año                       | Lugar                     | Medalla                   | Prueba                    |
| ------------------------- | ------------------------- | ------------------------- | ------------------------- |
| 2022                      | Jerusalén (Israel)        | Medalla de oro            | Heptatlón                 |